# Oliver Naesen
Oliver Naesen (Oostende, 16 september 1990) is een Belgisch wielrenner die anno 2022 rijdt voor AG2R-Citroën. Zijn broer Lawrence is eveneens wielrenner.

## Carrière
Na tal van overwinningen in de categorie elite zonder contract kreeg Naesen in augustus 2014 een kans bij de profs in de vorm van een stagecontract bij WorldTour-formatie Lotto-Belisol. Hij liet zich opmerken in de Ronde van Denemarken, en was een meerwaarde voor Lotto-Belisol in eendagswedstrijden. In het shirt van Cibel won Naesen de Topcompetitie-wedstrijd in Templeuve. In 2015 kwam Naesen uit voor het Topsport Vlaanderen-Baloise van Walter Planckaert.
In 2016 maakte hij de transfer naar IAM Cycling. In de vierde rit van de Ronde van Frankrijk van 2016 was Oliver Naesen samen met drie medevluchters mee in de vlucht van de dag. Samen reden ze tweehonderd kilometer op kop. Uiteindelijk besliste de wedstrijdjury om Oliver Naesen uit te roepen tot strijdvaardigste renner van de dag. Later won hij ook de Bretagne Classic waar hij in een spurt met twee de snelste was. Omdat IAM Cycling na 2016 ophield te bestaan, tekende hij een contract voor twee seizoenen bij AG2R La Mondiale.
In de E3 Harelbeke van 2017 wordt Naesen 3e in een sprint met drie. Een week later in de Ronde van Vlaanderen zet Naesen samen met Van Avermaet en Sagan de achtervolging in op Philippe Gilbert. Echter, op de laatste passage van de Oude Kwaremont komt Sagan in aanraking met de jas van een toeschouwer. Hierdoor komt het drietal ten val en zal Naesen uiteindelijk pas als 23e eindigen. In de daaropvolgende zomer werd hij Belgisch kampioen in Antwerpen door met een ultieme jump voor Sep Vanmarcke te springen.
In 2019 eindigde hij tweede in Milaan-San Remo. In een spurt met een select groepje werd hij geklopt door de Fransman Julian Alaphilippe. In 2019 nam hij deel aan De Slimste Mens ter Wereld waarin hij 3 afleveringen te zien was.
In 2020 won hij tijdens de Ronde van Frankrijk het Wheelie Contest van Tour de Tietema met een wheelie van 28 meter. In 2021 werd hij opgevolgd door Max Walscheid.

## Palmares

### Belangrijkste overwinningen

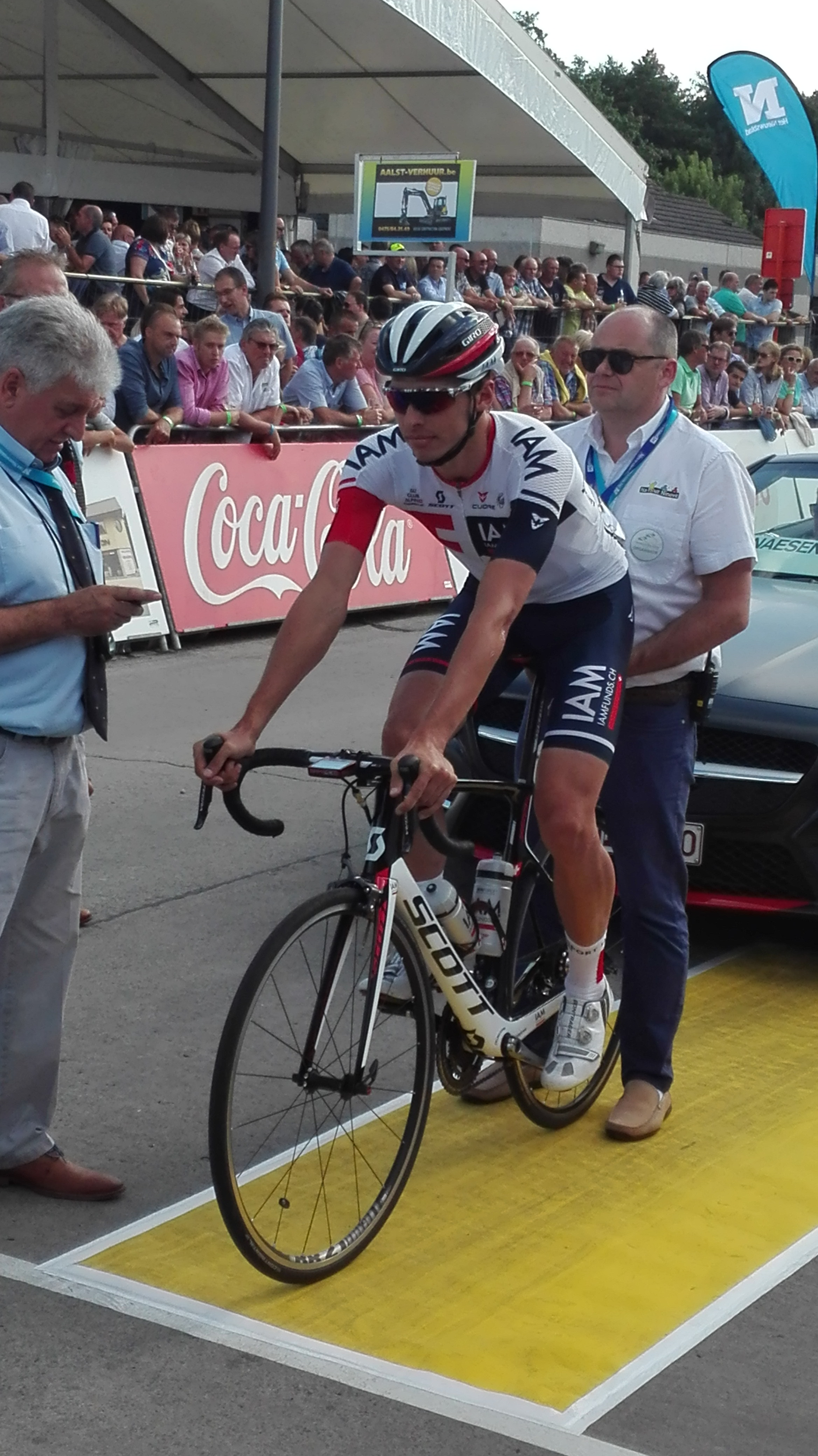
Naesen in 2016

2013
GP Frans Melckenbeeck
2014
Memorial Fred De Bruyne
2015
Jongerenklassement Ronde van Luxemburg
Polynormande
Gooikse Pijl
Memorial Fred De Bruyne
2016
GP Lucien Van Impe
Bretagne Classic
2017
 Belgisch kampioen op de weg, Elite
Memorial Fred De Bruyne
2018
GP Lucien Van Impe
Bretagne Classic
Memorial Fred De Bruyne
2019
7e etappe BinckBank Tour
2021
Memorial Fred De Bruyne

### Resultaten in voornaamste wedstrijden
| Jaar | Ronde van Italië | Ronde van Frankrijk | Ronde van Spanje |
| ---- | ---------------- | ------------------- | ---------------- |
| 2014 |                  |                     |                  |
| 2015 |                  |                     |                  |
| 2016 |                  | 83e                 |                  |
| 2017 |                  | 63e                 |                  |
| 2018 |                  | 66e                 |                  |
| 2019 |                  | 68e                 |                  |
| 2020 |                  | 61e                 |                  |
| 2021 |                  | 70e                 |                  |
| 2022 |                  | opgave              |                  |
| 2023 |                  | 76e                 |                  |
| 2024 |                  | 83e                 |                  |
| 2025 |                  | 73e                 |                  |

| Jaar | Milaan-San Remo | Gent-Wevelgem | Ronde van Vlaanderen | Parijs-Roubaix | Amstel Gold Race | Parijs-Tours | E3 Harelbeke | Bretagne Classic |  | WK op de weg |  | Wereldranglijsten |
| ---- | --------------- | ------------- | -------------------- | -------------- | ---------------- | ------------ | ------------ | ---------------- |  | ------------ |  | ----------------- |
| 2014 |                 |               |                      |                |                  | 32e          |              |                  |  |              |  |                   |
| 2015 |                 | 32e           | 35e                  | 57e            | 92e              | 27e          |              |                  |  |              |  |                   |
| 2016 |                 | opgave        | 22e                  | 13e            | 35e              | 25e          |              | ↑                |  | 23e          |  | 23e (UWT)         |
| 2017 |                 | 22e           | 23e                  | 31e            | 13e              | 6e           | ↑            | opgave           |  | 73e          |  | 40e (UWT)         |
| 2018 | 62e             | 6e            | 11e                  | 12e            | 93e              | 4e           | 4e           | ↑                |  |              |  | 15e (UWT)         |
| 2019 | ↑               | ↑             | 7e                   | 13e            | 28e              | ↑            | 8e           | 17e              |  | 33e          |  | 14e (UWT)         |
| 2020 | 14e             | 14e           | 7e                   |                |                  |              |              |                  |  | opgave       |  |                   |
| 2021 | 21e             | 16e           | 33e                  | 52e            |                  |              | 4e           |                  |  |              |  |                   |
| 2022 |                 | 59e           | 41e                  | 54e            |                  | 55e          | 21e          | 7e               |  |              |  |                   |
| 2023 | 74e             | 18e           | 40e                  | 66e            |                  | 117e         | 47e          |                  |  |              |  |                   |
| 2024 | 106e            | 11e           | 7e                   | 24e            | 108e             | opgave       | 26e          |                  |  |              |  |                   |
| 2025 | 78e             | 21e           |                      | 94e            | opgave           |              | 12e          |                  |  |              |  |                   |

### Resultaten in kleinere rondes
| Jaar | Parijs-Nice | Ronde van België | Ronde van Californië | Critérium du Dauphiné | Ronde van Polen | Benelux Tour |
| ---- | ----------- | ---------------- | -------------------- | --------------------- | --------------- | ------------ |
| 2015 |             | 7e               |                      |                       |                 | 20e          |
| 2016 | 42e         | 72e              |                      | 73e                   |                 | ↑            |
| 2017 | 19e         | 8e               |                      | 29e                   |                 | 5e           |
| 2018 | 25e         |                  | 51e                  | 60e                   |                 | 19e          |
| 2019 | 13e         |                  |                      | 50e                   |                 | ↑ (1)        |
| 2020 | opgave      |                  |                      |                       |                 | 64e          |
| 2021 | 33e         |                  |                      | 77e                   |                 | 51e          |
| 2022 | opgave      |                  |                      | 77e                   |                 |              |
| 2023 | 41e         |                  |                      | 43e                   |                 | 30e          |
| 2024 | opgave      |                  |                      | 80e                   | 66e             | 23e          |
| 2025 | 59e         |                  |                      |                       |                 |              |

(*) tussen haakjes aantal individuele etappeoverwinningen

## Ploegen
- 2014 –  Cibel
- 2014 –  Lotto-Belisol (stagiair vanaf 1-8)
- 2015 –  Topsport Vlaanderen-Baloise
- 2016 –  IAM Cycling
- 2017 –  AG2R La Mondiale
- 2018 –  AG2R La Mondiale
- 2019 –  AG2R La Mondiale
- 2020 –  AG2R La Mondiale
- 2021 –  AG2R-Citroën
- 2022 –  AG2R-Citroën
- 2023 –  AG2R-Citroën
- 2024 –  Decathlon AG2R La Mondiale
- 2025 –  Decathlon AG2R La Mondiale Team

Callebaut · De Decker · Gibbons · Goossens · Heyns · Maniusis · Mels · Naesen · M.Ongena · T.Ongena · Polak · Ryan · Schittecatte · Smet · Van Steenberghen · Van Holderbeke · Van Snick
Armée · Bak · Boeckmans · Breen · Broeckx · De Bie · Debusschere · De Clercq · Dehaes · Dockx · Gallopin · Greipel · Hansen · Henderson · Kaisen · Ligthart · Monfort · Roelandts · Sieberg · Vallée · Van den Broeck · Van der Sande · D. Vanendert · J. Vanendert · Van Genechten · Vervaeke · Wellens · Willems · Benoot (stagiair) · Meurisse (stagiair) · Naesen (stagiair)
Campenaerts · Capiot · De Ketele · De Pauw · De Tier · Declercq · Helven · Jacobs · Lietaer · Naesen · Rickaert · Salomein · Sprengers · Steels · Theuns · Van Hecke · Van Hoecke · Van Lerberghe · Van Meirhaeghe · Vanoverberghe · Vanspeybrouck · Vergaerde · Jel.Wallays · Jen.Wallays
Aregger · Brändle · Chevrier · Clement · Coppel · Denifl · Devenyns · Elmiger · Enger · Frank · Fumeaux · Haussler · Hollenstein · Howard · Kluge · Laengen · Lang · Naesen · Pantano · Pellaud · Pelucchi · Reynés · Saramotins · Tanner · Vangenechten · Warbasse · Wyss · Zaugg
Bagdonas · Bakelants · Barbier · Bardet · Bérard · Bidard · Cherel · Chevrier · Cosnefroy · Denz · Domont · Dumoulin · Dupont · Duval · Enger · Frank · Gastauer · Gautier · Geniez · Gougeard · Houle · Jauregui · Latour · Montaguti · Naesen · Peters · Pozzovivo · Riblon · Vandenbergh · Vuillermoz · Doléatto (stagiair) · Geniets (stagiair) · Russo (stagiair)
Bagdonas · Bakelants · Barbier · Bardet · Bidard · Cherel · Chevrier · Cosnefroy · Denz · Dillier · Domont · Dumoulin · Dupont · Duval · Frank · Gallopin · Gastauer · Gautier · Geniez · Gougeard · Jauregui · Latour · Montaguti · Naesen · Peters · Vandenbergh · Venturini · Vuillermoz
Bagdonas · Bardet · Bidard · Bouchard · Cherel · Chevrier · Cosnefroy · Denz · Dillier · Domont · Dumoulin · Dupont · Duval · Frank · Gallopin · Gastauer · Geniez · Godon · Gougeard · Hänninen · Jauregui · Latour · Naesen · Paret-Peintre · Peters · Vandenbergh · Venturini · Vuillermoz · Warbasse · Champoussin (stagiair) · Hänninen (stagiair) · Jorgenson (stagiair) · Jullien (stagiair)
Bardet · Bidard · Bouchard · Champoussin (vanaf 1 april) · Cherel · Chevrier · Cosnefroy · Dillier · Domont · Duval · Frank · Gallopin · Gastauer · Geniez · Godon · Gougeard · Hänninen · Jauregui · Latour · L. Naesen · O. Naesen · Paret-Peintre · Peters · Tanfield · Vandenbergh · Vendrame · Venturini · Vuillermoz · Warbasse · Jullien (stagiair) · Reugel (stagiair) · Verger (stagiair)
Bidard · Bouchard · Calmejane · Champoussin · Cherel · Cosnefroy · Dewulf · Duval · Franktot en met 20 juni · Gallopin · Gastauer · Godon · Gougeard · Hänninen ·  Jullien · Jungels · L. Naesen · O. Naesen · O'Connor · Paret-Peintre · Peters · Prodhomme · Sarreau · Schär · Touzé · Van Avermaet · Van Hoecke · Vendrame · Venturini · Warbasse · Delphis (stagiair) · Lapeira (stagiair) · Retailleau (stagiair)
Berthet · Bouchard · Calmejane · Champoussin · Cherel · Cosnefroy · Dewulf · Gall · Godon · Hänninen ·  Jullien · Jungels · Lapeira · L. Naesen · O. Naesen · O'Connor · A. Paret-Peintre · V. Paret-Peintre · Peters · Prodhomme · Raugel · Retailleau (vanaf 1/8) · Sarreau · Schär · Touzé · Van Avermaet · Van Hoecke · Vendrame · Venturini · Warbasse · Delphis (stagiair) · Gautherat (stagiair) · Tronchon (stagiair)
Baudin · Berthet · Bonnamour · Bouchard · Cherel · Cosnefroy · Dewulf · Gall · Gautherat · Godon · Hänninen · Labrosse (Vanaf 1/8) ·  Lapeira · L. Naesen · O. Naesen · O'Connor · A. Paret-Peintre · V. Paret-Peintre · Peters · Prodhomme · Raugel · Retailleau · Sarreau · Schär · Touzé · Tronchon · Van Avermaet · Vendrame · Venturini · Warbasse · Chaussinand (stagiair) · Veistroffer (stagiair) · Verschuren (stagiair)
Armirail · Baudin · Bennett · Berthet · Boasson Hagen · Bonnamour (tot 25/3) · Bouchard · Cosnefroy · De Bondt · De Pestel · Dewulf · Gall · Gautherat · Godon · Hänninen · Labrosse · Lafay ·  Lapeira · Naesen · O'Connor · A. Paret-Peintre · V. Paret-Peintre · Peters · Pollefliet · Prodhomme · Retailleau · Touzé · Tronchon · Vendrame · Warbasse